# Nikolai Nikolajewitsch Wolkow (Ethnologe)
Nikolai Nikolajewitsch Wolkow (russisch Николай Николаевич Волков; * Juli 1904 in Simankowo; † 7. März 1953 in Lesnoi) war ein sowjetischer Ethnologe und Spezialist für die Samen der Halbinsel Kola.

## Biographie
Nikolai Wolkow wurde 1904 in einer armen Bauernfamilie geboren und wuchs im Dorf Simankowo im Kreis Kostroma auf. Er arbeitete ohne eine Schule besucht zu haben als Hirte, bis er als Jugendlicher bei Glasern und Ofensetzern in die Lehre ging. Als er 16 Jahre alt war, ging er für ein Jahr auf die kommunistische Parteischule des lokalen Verwaltungsbezirks in Kostroma (russisch Губернская советско-партийная школа). Nach dem Abschluss dieser Ausbildung trat Wolkow 1921 in die Kommunistische Partei Russlands ein. Von 1921 bis 1922 absolvierte er die neunmonatige Ausbildung an der Kommunistischen Swerdlow-Universität und arbeitete danach bis 1926 als politischer Agitator: zuerst an seiner ehemaligen Schule in Kostroma, 1923 zug er nach Kiew und leitete dort bis 1924 den Klub der Parteiarbeiter (russisch клуб совпарработников), und von 1924 bis 1926 war er Agitator der Schule für Politische Bildung (russisch школа политграмоты) in Sewastopol. 1926 wurde Wolkow zum Wehrdienst einberufen. Er diente in der Baltischen Rotbannerflotte und war bis 1930 in Kronstadt (Russland) stationiert.
Noch vor dem Ende seines Wehrdienstes konnte er 1928 ein Fernstudium der Ethnographie an der Geographischen Fakultät der Staatlichen Universität Leningrader absolvieren. Am gleichen Institut hatte einige Jahre vor ihm auch sein späterer Kollege im Feld der Samischen Studien, Wladimir Tscharnoluski, studiert. Wolkow spezialisierte sich aber zunächst auf die Ostslawen. Nach Abschluss seines Studiums und dem Ende des Dienstes in der Flotte blieb Wolkow an der Ethnographischen Abteilung der Universität und wurde Doktorand beim Religionswissenschaftler Nikolai Matorin. Seine Aspirantur hatte eine Forschungsarbeit zu den Skopzen zum Ziel.
Allerdings verließ Wolkow die Universität ohne Abschluss bereits 1931 „aufgrund von Meinungsverschiedenheiten über die Unterrichtsmethoden“. In den folgenden Jahren diente er in den Organen des Volkskommissariats für innere Angelegenheiten (NKWD) und unterrichtete an der Kommunistischen Hochschule für Politische Bildung „N. K. Krupskaja“ (heute Staatliche Universität für Kunst und Kultur Sankt Petersburg).
1935 wurde Wolkow aus dem Dienst beim NKWD entlassen, und er trat eine Stelle an der Europäischen Abteilung in der Leningrader Filiale des Instituts für Ethnographie der Akademie der Wissenschaften der UdSSR (heute Institut für Ethnologie und Anthropologie der Russischen Akademie der Wissenschaften „N. N. Miklucho-Maklai“) an. Er wurde Sekretär der finnougristischen Arbeitsgruppe am Institut und beschäftigte sich mit der Forschung zu den Samen.
Vom 25. Juli bis 25. September 1935 führte er seine erste Feldforschung bei den Samen der Halbinsel Kola durch. Die Resultate dieser Forschungsreise und die dabei gesammelten Exponate und andere Dokumente wurden die Grundlage für eine thematische Sammlung über den „Aufbau des Sozialismus auf der Halbinsel Kola“. Sie wurde im Dezember 1935, zum Jahrestag des Todes von Sergei Kirow am Staatlichen Museum für Ethnographie (heute Russisches Museum für Ethnographie) eröffnet, und Wolkow wurde Leiter dieser Sammlung.
Am 16. Juli 1937, zeitgleich mit dem vorgesehenen Vertragsende seiner Forschungsarbeiten zu den Samen in der UdSSR, kündigte das Institut für Ethnographie das Arbeitsverhältnis mit Wolkow, und im selben Jahr wurde er auch aus der Kommunistischen Partei ausgeschlossen. Die offizielle Begründung lautete "Kontakt mit dem Klassenfeind, Alkoholmissbrauch gemeinsam mit Klassenfeinden und Abstumpfung der bolschewistischen Wachsamkeit gegenüber dem Klassenfeind".
1941 trat Wolkow als Freiwilliger der Roten Armee bei und ging an die Front. Er wurde verletzt und verbrachte fast vier Jahre in Gefangenschaft. Nach seiner Rückkehr wurde er 1945 wieder am Institut für Ethnographie aufgenommen und verteidigte dort am 7. Januar 1947 seine Dissertation mit dem Titel „Die Samen der UdSSR“. Aber nur kurze Zeit später, am 7. November 1947, wurde Wolkow verhaftet und wegen angeblicher „antisowjetischer Tätigkeit“ zu 10 Jahren Lagerhaft verurteilt.
Nikolai Wolkow starb am 7. März 1953 in einem GULAG in der Nähe der Stadt Lesnoi. Er wurde am 31. August 1989 postum rehabilitiert.

## Werk
Die Quellen beschreiben Wolkow als sehr guten Feldforscher, und besonders seine Arbeit zu den Samen der Halbinsel Kola ist von großer Bedeutung für die weitere Forschung. Aber sowohl seine Forschung zu den Samen als auch seine bereits früher begonnene Forschung zu den Skopzen wird erst seit den 1990er Jahren, d. h. lange nach Wolkows Tod, international rezipiert.

### Finnougristik
Obwohl sich der überzeugte Kommunist Wolkow sowohl für den wissenschaftlichen Fortschritt als auch für die Verbesserung der sozialen Lage der Samen und ihre Integration in die sowjetische Gesellschaft aktiv einsetzte, litt seine Arbeit bereits während der 1930er Jahre unter den politischen Repressionen der Stalinzeit. Die spätere Lagerhaft führte nicht nur zum frühen Tod des Forschers. Wolkows Verurteilung als „Staatsfeind“ verhinderte auch die wissenschaftliche Rezeption wichtiger Forschungsresultate. Seine Monographie in Samischer Ethnologie, konnte zu Wolkows Lebzeiten nicht veröffentlicht werden.
Neben den Samischen Studien hat Wolkow auch einen Anteil an der ethnologischen Erforschung zu den Wepsen und anderen Ostseefinnen sowie weiteren Minderheitenkulturen in der Sowjetunion.

### Skopzen
Mit der Forschung zur religiösen Sekte der Skopzen begann Wolkow seine Laufbahn als Forscher. Sein wissenschaftlicher Betreuer Nikolai Matorin fiel dem Stalinterror zum Opfer und wurde 1936 hingerichtet. Deshalb konnte Wolkow seine geplante Dissertation über die Skopzen, die bereits positiv begutachtet worden war, nicht verteidigen.

## Schriften (Auswahl)
- 1930. Sekta skoptsov („Die Sekte der Skopzen“). Leningrad
- 1937. Skoptschestvo i sterilisatsija („Skopzentum und Sterilisation“). Moskau
- 1995. La secte russe des castrats („Die russische Sekte der Kastraten“), übers. von Zoé Andreyev, hrsg. von Claudio Sergio Ingerflom. Paris 1995
- 1996. Rossijskie saamy. Istoriko-etnografitscheskie otscherki („Die Samen in Russland. Historisch-ethnographische Skizzen“), hrsg. von Lars-Nila Lasku und Čuner Taksami. Kautokeino
- 1996. The Russian Saami. Historical ethnographic essays („Die Samen in Russland. Historisch-ethnographische Skizzen“), übers. und hrsg. von Lars-Nila Lasku und Čuner Taksami. Kautokeino